# Johan "Lill-Jan" Persson

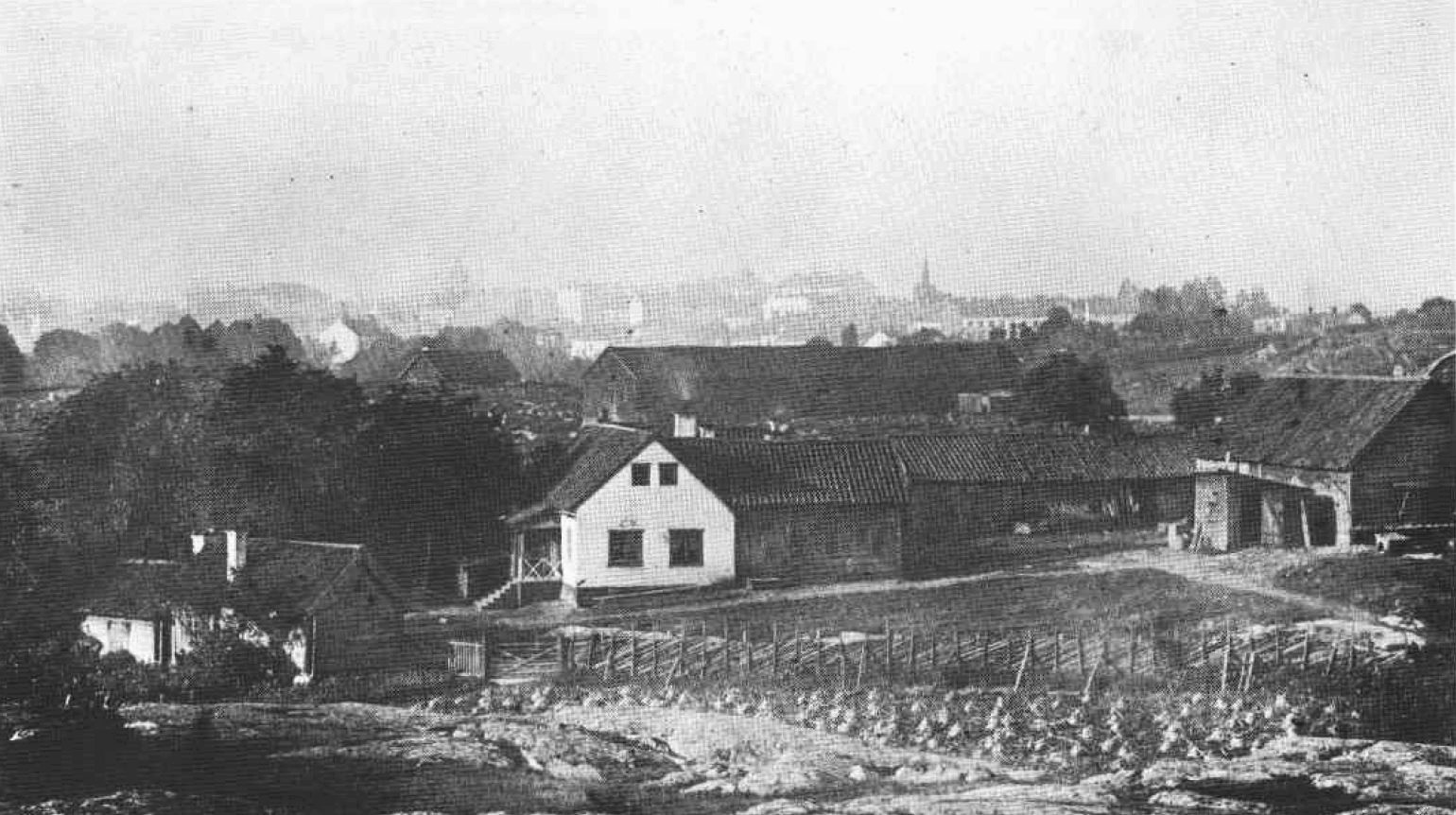
Hovjagarbostället Lill-Jans sett från Drottning Kristinas väg 1867.

Johan Persson, även känd som "Lill-Jan", var en kortväxt skogvaktare och hovjägare, verksam på Norra Djurgården i Stockholm runt år 1700. Han öppnade ett serveringsställe som blev känd som Krogen Lill-Jans. Carl Michael Bellman nämner krogen som "Liljans krog" i Fredmans epistel nummer 32: "...och denna Liljans krog är hamnen jag tror, och krögar-mor hon är hvalfisken, Bror..."
Lill-Jans namn lever kvar genom Lill-Jansskogen, Lill-Janshuset och Lill-Jans plan.